# ОкNо
Галерея «ОкNо» — некоммерческая галерея современного искусства в Челябинске.

## О галерее
Открыта 21 марта 2001 г. в рамках одноимённого проекта, поддержанного институтом «Открытое общество». Арт-директор галереи — Светлана Шляпникова, директор — Дмитрий Латухин. Галерея осуществляет экспонирование произведений contemporary art (всех форм нетрадиционного искусства), научные исследования, издательскую деятельность, проводит семинары и лекции, сотрудничает и реализует совместные проекты с Центрами современного искусства и галереями Москвы, Екатеринбурга, Перми, Нижнего Тагила, Германии, США. Свои задачи создатели галереи видят в реализации художественных процессов в Челябинске, преодолении культурной изоляции, включении челябинцев в контекст современного искусства России и Запада.

## Избранные проекты и выставки
«It’s very far (?)» Александра Данилова, «Eye2Eye» Андреа Цапп (Манчестер), «Возвращение Андрея Благова» Марины Перчихиной и Spider & Mouse, «Куда бегут собаки», серия выставок «Актуальные художники и арт-практики 1980-1990 гг. на Урале. Дайджест» (Африканский клуб, Олег Еловой, Евгений Малахин / Старик Букашкин, Виктор Давыдов, Олег Блябляс, Сергей Жатков, Сергей Нефедов, Леонид Тишков, Лев Гутовский и НХА), «Кляксика» Вовы Вишнякова и Николая Брежинского, «Голубая лента» Улли Бёмельманн (Кёльн), «BRURAL: Сокрушающие явления» художников из Челябинска и Нью-Йорка (совместно с Project 59, Inc и Bronx River Art Center, Нью-Йорк), reciprocity+ Корнелии Хоффманн (Бремен), фестиваль паблик-арта «Reinventing Public Places», «Кинетические объекты» Николая Панафидина, «22:22» Влада Михеля, «Бакал», «Landscape» и «Под куполом» Анастасии Богомоловой, «Части целого» арт-группы «Злые», проект группы зависимых кураторов «Выставка».